# Gremsdorf
Gremsdorf är en kommun och ort i Landkreis Erlangen-Höchstadt i Regierungsbezirk Mittelfranken i förbundslandet Bayern i Tyskland.
Kommunen ingår i kommunalförbundet Höchstadt an der Aisch tillsammans med köpingarna Lonnerstadt, Mühlhausen och Vestenbergsgreuth.